# Sugarbowl - Grizzly Den Park
Sugarbowl - Grizzly Den Park är en park i Kanada.   Den ligger i provinsen British Columbia, i den centrala delen av landet, 3 400 km väster om huvudstaden Ottawa. Sugarbowl - Grizzly Den Park ligger 1 580 meter över havet.
Terrängen runt Sugarbowl - Grizzly Den Park är kuperad söderut, men norrut är den bergig. Sugarbowl - Grizzly Den Park ligger uppe på en höjd. Trakten runt Sugarbowl - Grizzly Den Park är nära nog obefolkad, med mindre än två invånare per kvadratkilometer.. Det finns inga samhällen i närheten.
I omgivningarna runt Sugarbowl - Grizzly Den Park växer i huvudsak barrskog.